# Korbendikt
Korbendikt, Cnicus benedictus (tidligere Centaurea benedicta, benediktinertidsel), er en enårig urt med takkede, tornede blade som kan være klæbrige og behårede. Planten stammer oprindelig fra middelhavslandene og er sandsynligvis indført til Danmark af benediktinermunke. Planten kan i store doser give mavebesvær og opkastninger, men har været brugt som mavemiddel, der kunne lindre koliksmerter og styrke appetitten. Man har ment at planten kunne kurere alting, selv pest, men i dag betragtes den som nærmest værdiløs. Planten bruges som bitterstof i visse bittere og likører.
Den er den eneste art i slægten Cnicus.

## Medicinsk opdagelse
I 2024 blev det offentliggjort af en gruppe forskere ledet af Dr. Philipp Gobrecht og Professor Dr. Dietmar Fischer, at korbendikt indeholder et stof kaldet cnicin, som accelerer nervefiber regenerering i menneskeceller. Cnicin virkning kan opnås bare ved at spise det. En ulempe er, at et menneske skal indtage ikke for lidt og ikke for meget for at opnå denne virkning.